# Agrate Brianza
Agrate Brianza (lombardul: Agraa) település Olaszországban, Lombardia régióban, Monza e Brianza megyében. Lakosainak száma 15 547 fő (2023. január 1.). Agrate Brianza Burago di Molgora, Cavenago di Brianza, Caponago, Carugate, Concorezzo, Monza, Vimercate, Cambiago és Brugherio községekkel határos.

## Népesség
A település népességének változása:
| Lakosok száma | 15 377 | 15 463 | 15 540 | 15 547 |
|               | 2013   | 2017   | 2018   | 2023   |